# Platydoris argo
Platydoris argo is een slakkensoort uit de familie Discodorididae. De wetenschappelijke naam werd gepubliceerd in 1767 door Carl Linnaeus.